# Cuauhtémoc (Izamal)
Cuauhtémoc es una localidad del municipio de Izamal en el estado de Yucatán, México.

## Toponimia
El nombre (Cuauhtémoc) hace referencia al azteca Cuauhtémoc.

## Demografía
Según el censo de 2005 realizado por el INEGI, la población de la localidad era de 549 habitantes, de los cuales 267 eran hombres y 282 eran mujeres.
| 260                         | 142 | 147 | 194 | 259 | 289 | 187 | 386 | 441 | 482 | 549 |
| (Fuente: INEGI [Consultar]) |     |     |     |     |     |     |     |     |     |     |